# Moteur Duratorq
Duratorq est le nom donné aux moteurs Diesel des véhicules Ford au XXIe siècle en Europe.

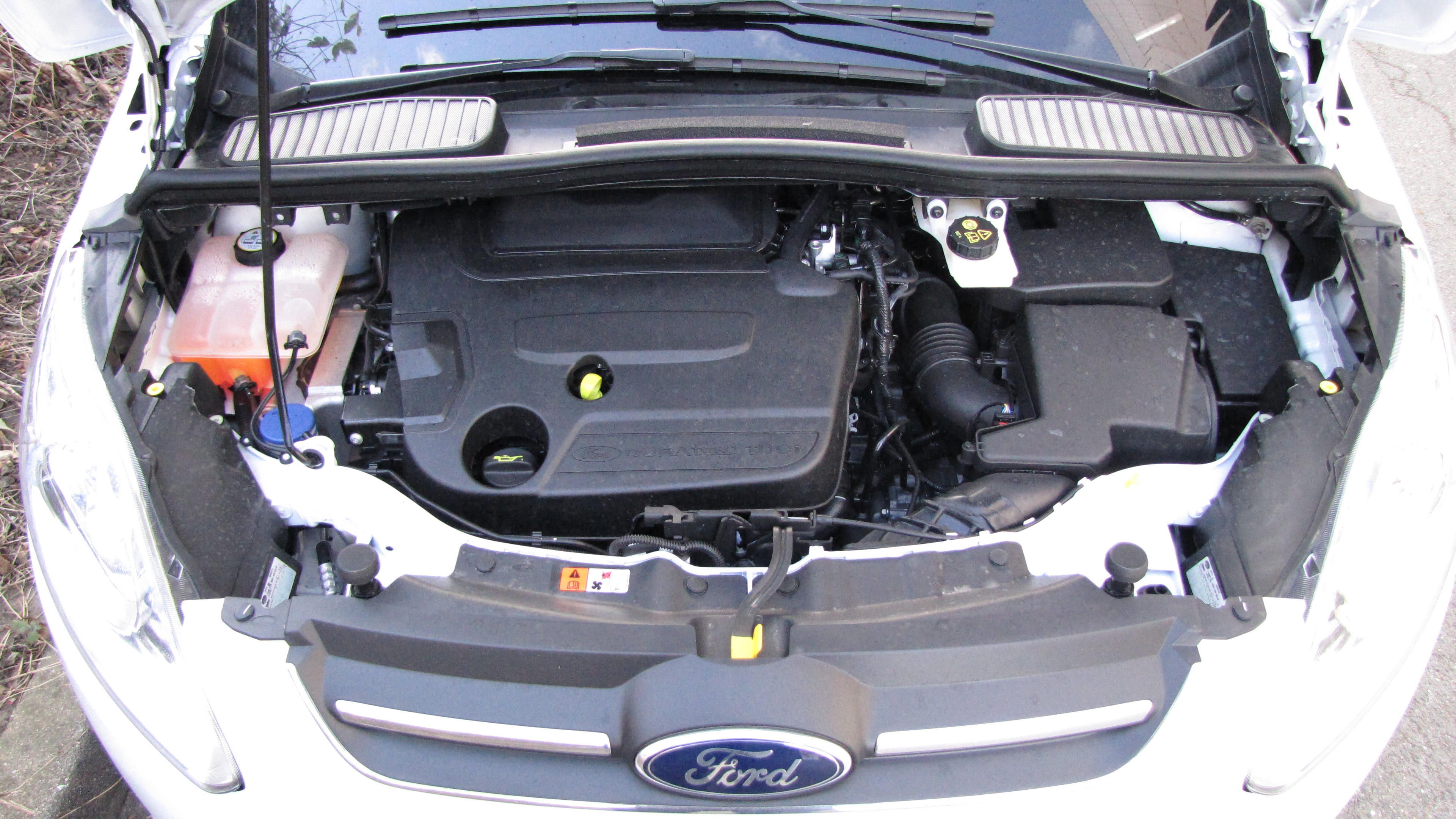
Moteur diesel Duratorq 2.0 TDCi d'une Ford C-Max II

## Gamme
- 1.4L 8s turbo - 68cv
- 1.6L 16s turbo, intercooler - 90cv
- 1.6L 16s turbo à géométrie variable, intercooler - 110cv
- 1.8L 8s turbo, intercooler
  - 115cv
  - 125cv
- 2.0L 16s turbo à géométrie variable, intercooler
  - 115cv
  - 130cv
  - 133cv
  - 136cv
  - 140cv
  - 163cv
  - 185cv
- 2.2L turbo
  - 85cv
  - 100cv
  - 115cv
  - 140cv
- 2.4L turbo
  - 100cv
  - 115cv
  - 140cv
- 2.5L turbo - 143cv
- 3.2L turbo - 200cv